# Língua Ku
Ku é uma linguagem fictícia que aparece no filme de drama / suspense de 2005 A Intérprete. No filme, Ku é uma língua falada no fictício país africano de Matobo . A linguagem construída foi criada para o filme por Said el-Gheithy, diretor do Centre for African Language Learning em Covent Garden, Londres . Encomendado pelo diretor de A Intérprete, Sydney Pollack, e pela Working Title Films, el-Gheithy adaptou aspectos de Shona e Swahili, línguas faladas na África Oriental e Austral, para elaborar a base dessa linguagem fictícia. A língua tem seu próprio dicionário interno e el-Gheithy criou toda uma cultura e história em sua mente.
Neste contexto, a língua real falada pelo povo Tobosa da fictícia República de Matobo, embora conhecida como 'Ku' para os estrangeiros, sendo sendo endônimo Chitob uk u que significa literalmente 'a língua do povo Tobosa'. Ch'itoboku, então, seria a única língua bantu antiga sobrevivente, e as tradições orais tobosa indicam que 'Ku' é a raiz das línguas bantu modernas faladas na África subsaariana contemporânea. Não há distinção de gênero, portanto, a palavra para 'ele' ou 'ela' é a mesma, 'a'. A verbosidade é valorizada positivamente no Ch'itoboku, e a fala comum deve se aproximar da elegância da poesia.
Tal como acontece com a maioria das culturas africanas, os costumes de Tobosa são baseados na idade e no sexo. Com base na tradição histórica, os mais velhos cumprimentam primeiro as gerações mais jovens e as mulheres falam antes dos homens. Os cumprimentos são essencialmente verbais, mas são seguidos por um toque de testa. A expressão mais comum na saudação é 'sonna', que significa 'olá', mas uma saudação mais energizada é kwambu, e a resposta é kwamb uk uu, 'e como você está?'
Não há uma única palavra para 'obrigado', mas a palavra tenane é usada para mostrar apreço e é expressa por meio de palmas . Os homens batem palmas com as palmas das mãos e os dedos juntos, enquanto as mulheres batem palmas com as mãos cruzadas. Durante as reuniões e conversas, espirrar é uma indicação de descrença. Ao sair, diríamos digai, que na verdade significa 'você não foi para sempre, nos veremos de novo'. A pessoa que fica responde dizendo digaidigai .
A língua e as culturas dos Tobosa foram influenciadas por ligações com o mundo exterior através do colonialismo e, mais recentemente, como resultado de processos de globalização. Por exemplo, a tecnologia moderna tornou-se parte do vocabulário 'Ku' moderno, e agora é escrito e pronunciado como Kompyutanga . Matobo está atualmente desfrutando de mais prosperidade, não dos recursos habituais de gás e minerais, mas sim de seu chá de ervas especial, zingwe, cujo consumo acredita-se garantir a juventude eterna.

## Citação
"Somos kepéla . – Significa ficar em lados opostos do rio." ( Nicole Kidman como Silvia Broome em O Intérprete )